# Martín Campaña
Martín Nicolás Campaña Delgado (Maldonado, 29 mei 1989) is een Uruguayaans profvoetballer die als doelman speelt.

## Clubcarrière
Campaña speelde in de jeugd voor Defensor Sporting en debuteerde in 2007 bij Deportivo Maldonado. Vervolgens ging hij naar Atenas en van 2008 tot en met 2012 stond hij onder contract bij Cerro Largo dat hem ook verhuurde aan Racing Club de Montevideo. Campaña keerde terug bij Defensor Sporting waarmee hij de Clausura van de Primera División 2012/13 won. In 2016 ging hij naar het Argentijnse Independiente waarmee hij de Copa Sudamericana 2017 won.

## Interlandcarrière
Hij nam deel aan het wereldkampioenschap –20 in 2009  en de Olympische Zomerspelen 2012. Campaña debuteerde op 27 mei 2016 voor het Uruguayaans voetbalelftal in de vriendschappelijke wedstrijd tegen Trinidad en Tobago (3-1) in Montevideo, waar hij na 81 minuten aantrad als vervanger van Martín Silva. Hij maakte deel uit van de selecties op de Copa América Centenario (2016) en het wereldkampioenschap 2018. Bij dat laatste toernooi kwam hij niet in actie.

## Erelijst
| CONMEBOL Sudamericana                                               | 1x | 2017 |
| J. League YBC Levain Cup / CONMEBOL Sudamericana Championship Final | 1x | 2018 |